# مجرای وابران
مجرای وابَران یا واز دِفِران (به لاتین: Vas deferens) یا لوله‌های منی‌بَر، بخشی از آناتومی مرد و بسیاری از مهره‌داران نر است. این مجرا، اسپرم را از اپیدیدیم به مجرای انزال در هنگام انزال حمل می‌کند.

## ساختار
دو مجرای اتصال اپیدیدیم چپ و راست به مجاری انزال به منظور به حرکت اسپرم وجود دارد. هر لوله حدود ۳۰ سانتی‌متر (۰٫۹۸ فوت) (در انسان طولانی‌تر)، ۳ تا ۵ میلیمتر در قطر است و عضلانی است (احاطه شده توسط عضله صاف). آنها بخشی از طناب اسپرماتیک می‌باشد.

### خون
مجرای دفران توسط عروق همراه خون رسانی می‌شود. این عروق از شاخه‌ای از شریان ایلیاک داخلی ناشی می‌شود.

## عملکرد
در طی انزال، عضلات صاف در دیواره‌های مجرای وابران منقبض می‌شوند، در نتیجه پرتاب اسپرم به جلو اتفاق می‌افتد. این نیز به عنوان حرکت دودی شناخته شده‌است. اسپرم از مجرای وابران به مجرای خروجی مثانه می‌رود که از راه وزیکول سمینال، غده پروستات و غدد پیازی-میزاهی می‌گذرد، که حجم زباد مایع منی را منتقل و جمع‌آوری و خارج می‌کنند.

## اهمیت بالینی

### جلوگیری از بارداری
روش بریدن مجرای وابران (deferentectomy)، نیز به عنوان یک وازکتومی شناخته شده‌است، یک روش پیشگیری از بارداری است که در آن مجرای وابران به‌طور دائم قطع می‌شود. هر چند در برخی موارد می‌توان معکوس آن را انجام داد.

## بیماری
مجرای دفران ممکن است مسدود، یا ممکن است به‌طور کامل وجود ندشته باشد (عدم وجود مادرزادی مجرای وابران (CAVD))که باعث ناباروری مردان می‌شود. این مجرا ممکن است به علت عفونت انسداد به دست آورد. برای درمان این علل ناباروری مردان، اسپرم را می‌توان با استخراج اسپرم از بیضه (TESE)، آسپیراسیون اسپرم‌های اپیدیدیم میکروسکوپی (MESA)، یا روش‌های دیگر جمع‌آوری کرد.

## استفاده در فارماکولوژی و فیزیولوژی
مجرای وابران دارای یک عصب متراکم بسیار تحریک پذیر (عصب آدرنرژیک) می‌باشد که مجرای دفران و بقیه اعضا تناسلی مرد را ساپورت می‌کند. این شدت تحریک، این عصب را یک سیستم مفید برای مطالعه عملکرد عصب سمپاتیک و برای مطالعه داروهایی که تغییر در انتقال نوروترانسمیترها را در پی دارند می‌باشد.

## دیگر حیوانات
اکثر مهره‌داران شکلی از مجرای انتقال اسپرم از بیضه به پیشابراه را دارند. در ماهی غضروفی و دوزیستان، اسپرم از طریق مجرای خاصی که همچنین به حمل و نقل ادرار از کلیه‌ها کمک می‌کند منتقل می‌شود. در ماهیان استخوانی، یک مجرای اسپرم مجزا، جدا از حالب، و اغلب مجرای دفران نامیده می‌شود، اگر چه احتمالاً واقعاً همولوگ آن در انسان نیست.

## نگارخانه

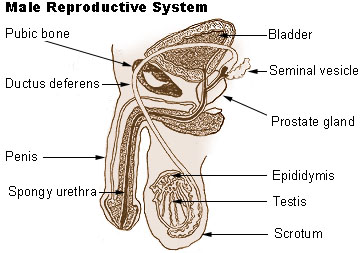
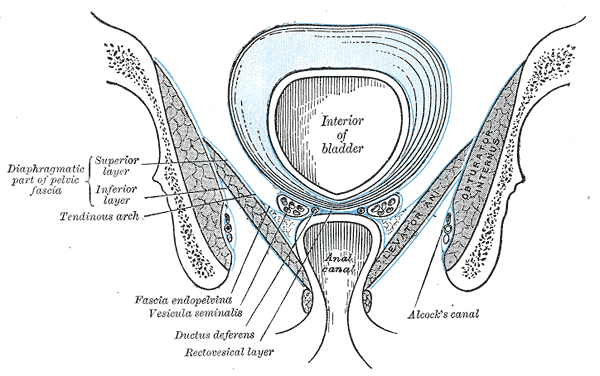
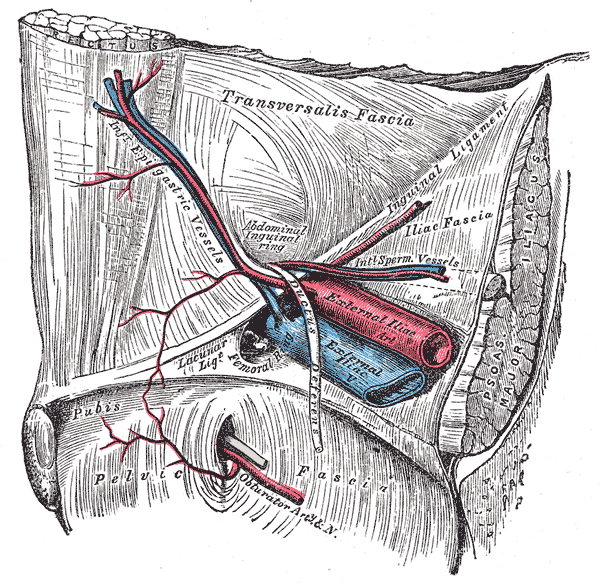
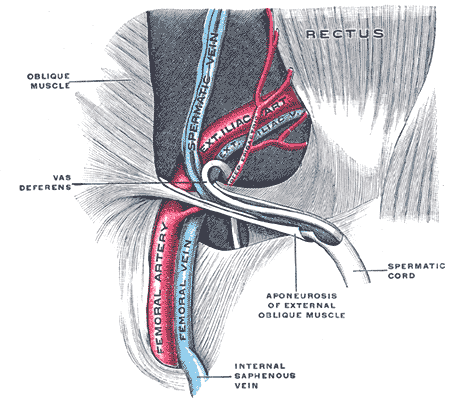
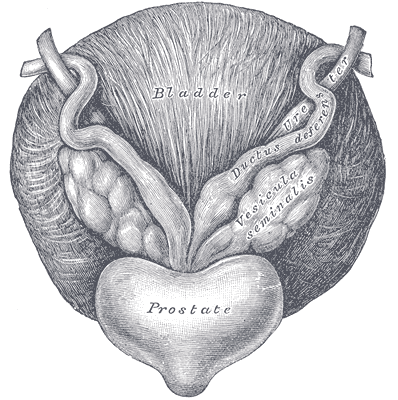
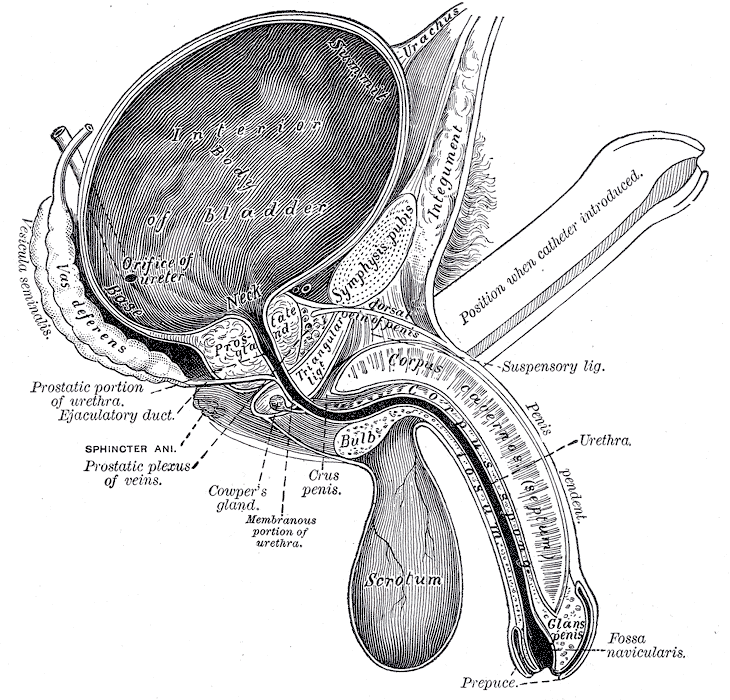
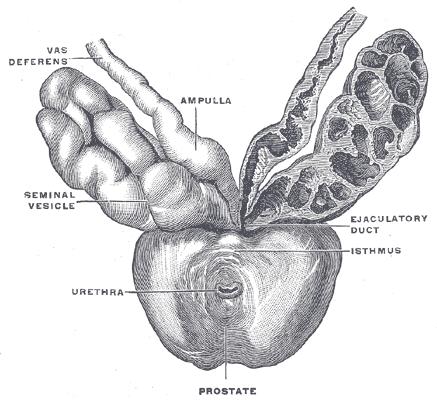
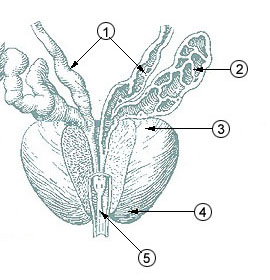
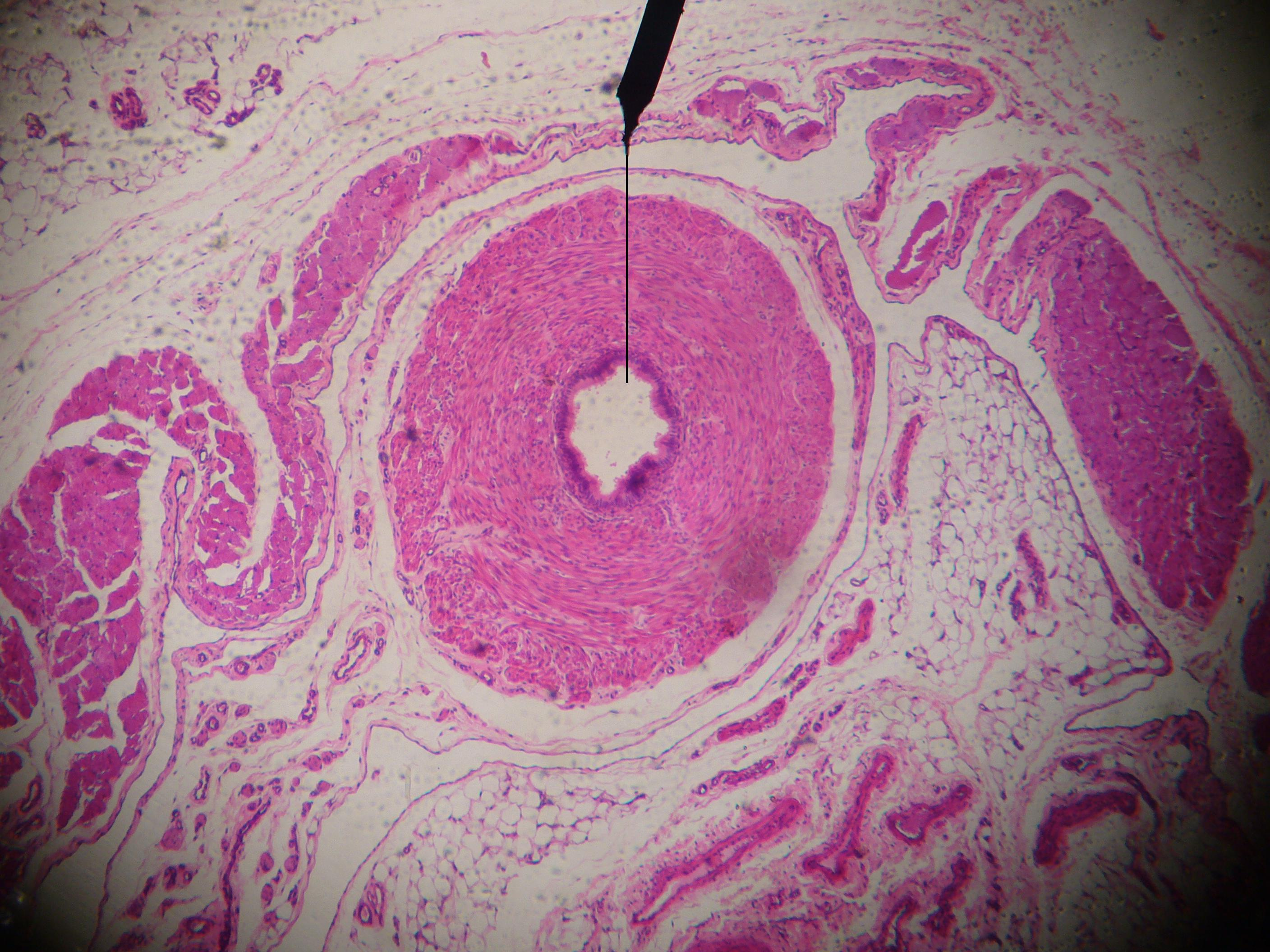
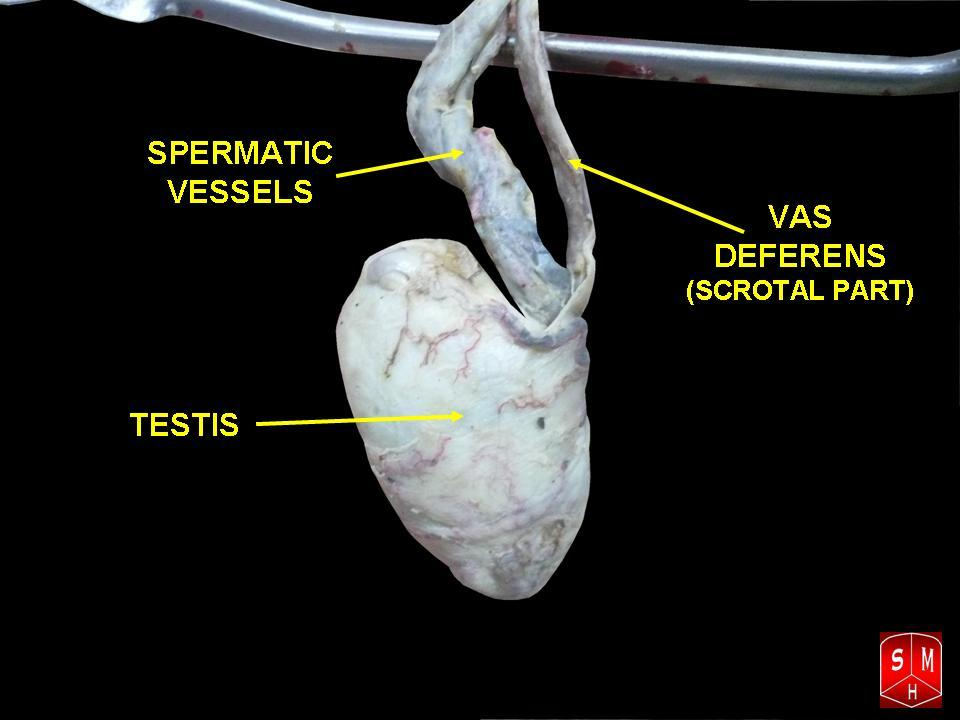